# Лазар Насов
Лазар Насов Петков е български революционер, деец на Вътрешната македоно-одринска революционна организация.

## Биография
Лазар Насов е роден в 1873 година в град Битоля, тогава в Османската империя. Присъединява се към ВМОРО. В 1902 година е арестуван от властите и държан в ареста три месеца. Успява да избяга и се присъединява към четата на Дядо Кольо, която действа в Петренската планина. Участва в сражението при Параловския манастир, в което четата на Дядо Кольо помага на обградената чета на войводата Петре Железаро да се измъкне. Участва и в сраженията при Старо Паралово и в Мала Река, Будимирско, където четата се сражава два дни срещу войска, снабдена с оръдия. Остава в четата на Дядо Кольо до края на 1903 година. След това се връща в Битоля, но както сам казва, „веднага заминах за Америка, понеже и гърците ме търсиха да ме убият, понеже бех българин“.
Деец е на Илинденската организация. На 5 март 1943 година, като жител на Битоля, подава молба за българска народна пенсия, която е одобрена и отпусната от Министерския съвет на Царство България.